# Ободовка (Винницкая область)
Ободо́вка (укр. Ободівка) — село на Украине, находится в Гайсинском районе Винницкой области.
Код КОАТУУ — 0524184201. Население по переписи 2024 года составляет 3150 человек. Почтовый индекс — 24355. Телефонный код — 4343.
Занимает площадь 4,35 км².

## Уроженцы
- Ищенко, Андрей Венедиктович  — оперный певец, заслуженный артист УССР, солист Киевского оперного театра.
- Штейнман, Элиэзер — писатель.
- Яковенко, Игорь Григорьевич — культуролог, философ, правозащитник.
- Казимир Леонидович (Леонардович) Лисовский (29.11.1919—25.01.1980, Новосибирск) — поэт, прозаик, очеркист, краевед, с нач. 1930-х гг. живший в Сибири.[1],[2]

## Адрес местного совета
24353, Винницкая область, Тростянецкий р-н, с. Ободовка, ул. Ватутина, 6